# De Aarhof
De Aarhof is een winkelcentrum in de Nederlandse plaats Alphen aan den Rijn. Het was een van de eerste overdekte winkelcentra van Nederland. De Aarhof is vernoemd naar het riviertje de Kromme Aar.

## Geschiedenis
De officiële opening vond plaats op 2 oktober 1974. Bij de festiviteit landde John Kraaijkamp sr. met een helikopter op het parkeerterrein. Het winkelcentrum had vanaf het begin reeds een streekfunctie, met bezoekers uit onder andere Nieuwkoop, Bodegraven en Boskoop.
Bij een verbouwing in de jaren 1990 kwamen er lichtkoepels om meer daglicht in het gebouw te laten doordringen. In 2024 werd het vijftigjarig bestaan gevierd en werd tot een al jarenlang noodzakelijk geachte renovatie besloten.

## Herbouw
In 2024 keurde het gemeentebestuur een plan goed waarbij het winkelcentrum grotendeels wordt gesloopt. Er voor in de plaats komt een kleiner centrum met enkele supermarkten. Het plan voorziet verder in een parkeergarage en enkele honderden nieuwe woningen, onder meer in twee woontorens.